# Szamra (Algieria)
Szamra (ar. شمرة, fr. Chemora) – miasto w północnej Algierii, w prowincji Batina.